# Auntie's Portrait
Auntie's Portrait er en amerikansk stumfilm i sort-hvid fra 1915.